# Temporada da GP2 Series de 2013
A temporada 2013 da GP2 Series foi a nona temporada da GP2 Series, a segunda após a fusão com a GP2 Asia Series.
A temporada era para ter marcado também a despedida do carro de terceira geração da GP2, o Dallara GP2/11, mas a categoria decidiu manter o carro em uso por mais três anos.

## Equipes e Pilotos
- Nesta temporada competiram 26 carros por rodada, num total de 13 equipes.

| Equipe               | #  | Pilotos             | Rodadas   |
| -------------------- | -- | ------------------- | --------- |
| DAMS                 | 1  | Marcus Ericsson     | Todas     |
| DAMS                 | 2  | Stéphane Richelmi   | Todas     |
| ART Grand Prix       | 3  | James Calado        | Todas     |
| ART Grand Prix       | 4  | Daniel Abt          | Todas     |
| Arden International  | 5  | Johnny Cecotto, Jr. | Todas     |
| Arden International  | 6  | Mitch Evans         | Todas     |
| Racing Engineering   | 7  | Julián Leal         | Todas     |
| Racing Engineering   | 8  | Fabio Leimer        | Todas     |
| Carlin               | 9  | Felipe Nasr         | Todas     |
| Carlin               | 10 | Jolyon Palmer       | Todas     |
| Russian Time         | 11 | Sam Bird            | Todas     |
| Russian Time         | 12 | Tom Dillmann        | Todas     |
| Caterham Racing      | 14 | Sergio Canamasas    | Todas     |
| Caterham Racing      | 15 | Ma Qing Hua         | 1         |
| Caterham Racing      | 15 | Alexander Rossi     | 2–11      |
| Barwa Addax Team     | 16 | Jake Rosenzweig     | Todas     |
| Barwa Addax Team     | 17 | Rio Haryanto        | Todas     |
| Rapax                | 18 | Stefano Coletti     | Todas     |
| Rapax                | 19 | Simon Trummer       | Todas     |
| Trident Racing       | 20 | Nathanaël Berthon   | Todas     |
| Trident Racing       | 21 | Kevin Ceccon        | 1–6       |
| Trident Racing       | 21 | Ricardo Teixeira    | 7–8       |
| Trident Racing       | 21 | Sergio Campana      | 9         |
| Trident Racing       | 21 | Gianmarco Raimondo  | 10–11     |
| Hilmer Motorsport    | 22 | Conor Daly          | 1         |
| Hilmer Motorsport    | 22 | Robin Frijns        | 2–6       |
| Hilmer Motorsport    | 22 | Adrian Quaife-Hobbs | 7–11      |
| Hilmer Motorsport    | 23 | Pål Varhaug         | 1–2       |
| Hilmer Motorsport    | 23 | Jon Lancaster       | 3–7, 9–11 |
| Hilmer Motorsport    | 23 | Robin Frijns        | 8         |
| Venezuela GP Lazarus | 24 | René Binder         | Todas     |
| Venezuela GP Lazarus | 25 | Kevin Giovesi       | 1–4       |
| Venezuela GP Lazarus | 25 | Fabrizio Crestani   | 5–6       |
| Venezuela GP Lazarus | 25 | Vittorio Ghirelli   | 7–11      |
| MP Motorsport        | 26 | Adrian Quaife-Hobbs | 1–6       |
| MP Motorsport        | 26 | Dani Clos           | 7–11      |
| MP Motorsport        | 27 | Daniël de Jong      | Todas     |

### Mudanças nas equipes
- Por conta de problemas financeiros, a equipe iSport International anunciou que deixaria a GP2 em 2013. Os organizadores da categoria escolheram a Russian Time como substituta da iSport.
- A equipe alemã Hilmer Motorsport foi escolhida como sucessora da Ocean Racing Technology, que deixou a GP2 por conta de falta de pagamento do governo português.

### Mudanças nos pilotos
- Johnny Cecotto, Jr.: Barwa Addax Team → Arden International
- Nathanaël Berthon: Racing Engineering → Trident Racing
- Rodolfo González: Caterham Racing → deixou a equipe
- Daniël de Jong: Rapax Team → MP Motorsport
- Mitch Evans: Arden International (estreante)
- Rio Haryanto: Carlin Motorsport → Barwa Addax Team
- Julián Leal: Trident Racing → Racing Engineering
- Jolyon Palmer: iSport International → Carlin Motorsport
- Nigel Melker: Ocean Racing Technology → Fórmula Renault 3.5 Series
- Stéphane Richelmi: Trident Racing → DAMS
- Simon Trummer: Arden International → Rapax Team
- Marcus Ericsson: iSport International → DAMS
- Ricardo Teixeira: Rapax Team → demitido
- Daniel Abt: Lotus GP (estreante)
- Sergio Canamasas: Venezuela GP Lazarus → Caterham Racing
- Kevin Giovesi: Venezuela GP Lazarus (estreante)
- Pål Varhaug: Hilmer Motorsport → perdeu a vaga para Jon Lancaster
- Ma Qing Hua: Caterham Racing → perdeu a vaga para Alexander Rossi
- Conor Daly: Hilmer Motorsport → substituído por Robin Frijns após a rodada dupla de Sepang
- Robin Frijns: Hilmer Motorsport → substituído por Adrian Quaife-Hobbs
- Adrian Quaife-Hobbs: MP Motorsport → entrou no lugar de Robin Frijns na Hilmer, sendo substituído por Dani Clos
- Kevin Ceccon: Trident Racing → substituído por Ricardo Teixeira
- Kevin Giovesi: Venezuela GP Lazarus → substituído por Vittorio Ghirelli

## Classificação do Campeonato

### Sistema de pontuação
Os pontos eram concedidos aos 10 primeiros colocados da 1ª rodada e aos 8 primeiros colocados da 2ª rodada. O pole da 1ª rodada ganha 4 pontos, e 2 pontos eram dados a quem fizesse a volta mais rápida nas duas rodadas. Não havia pontos extras para o pole da 2ª rodada.
Pontos da 1ª rodada
| Posição | 1º | 2º | 3º | 4º | 5º | 6º | 7º | 8º | 9º | 10º |
| Pontos  | 25 | 18 | 15 | 12 | 10 | 8  | 6  | 4  | 2  | 1   |

Pontos da 2ª rodada
Os pontos eram concedidos para os 8 primeiros.